# Sông Pasak
Sông Pa Sak hay sông Pasak (tiếng Thái: แม่น้ำป่าสัก) là một con sông ở miền Trung Thái Lan. Sông này bắt nguồn từ huyện Dan Sai, tỉnh Loei, chảy qua tỉnh Phetchabun như là xương sống của tỉnh. Sau đó sông này chảy qua phía Đông của tỉnh Lopburi và tỉnh Saraburi, cho đến khi cùng hợp lưu với sông Lopburi tại Đông Bắc của đảo Ayutthaya, trước khi đổ vào sông Chao Phraya ở Đông Nam của đảo Ayutthaya xung quanh khu vực Pháo đài Phet. Tổng chiều dài của sông là 513 km và cung cấp nước cho một lưu vực rộng 18.000 km². Lưu lượng nước sông chảy hàng năm là 2,4 km³.
Thung lũng của Pa Sak qua dãy núi là phần chính của tỉnh Phetchabun. Do lưu vực của sông này khá hẹp, lượng nước của sông này thay đổi theo mùa. Để giải quyết nạn hạn hán ở khu vực hạ thung lũng Pa Sak, năm 1994, việc xây dựng đập Pasak Jolasit (เขื่อนป่าสักชลสิทธิ์) ở tỉnh Lopburi đã được bắt đầu. Đập rộng 4860 m và cao 31,5 m giữ tổng cộng một lượng 0,785 km³ nước. Ngoài ra, đập cũng cung cấp khoảng 6,7 MW công suất thủy điện.

## Chi lưu
Các chi lưu chính của sông Pa Sak bao gồm các con sông như Lopburi, Muak Lek, Phung, Pa Daeng, Kong, Sonthi, Wang Chomphu, Na, Chun, Duk, Khon Kaen, Yai, Saduang Yai, Ban Bong, Tarang và Phaya Klang.